# Tour di Marracash
Questa pagina contiene tutti i tour musicali sostenuti dal rapper italiano Marracash nel corso della sua carriera.

## Persone tour
Il Persone tour è il quinto tour musicale del rapper italiano Marracash, a supporto dei quinto e sesto album in studio Persona (2019) e Noi, loro, gli altri (2021).
Il tour, originariamente previsto per la primavera 2020, ha subito numerose posticipazioni a causa delle restrizioni imposti dall'allora incipiente pandemia di COVID-19.

### Scaletta
1. Body Parts - I denti
2. Qualcosa in cui credere - Lo scheletro
3. Loro
4. Pagliaccio
5. Cosplayer
6. Bravi a cadere - I polmoni
7. Crazy Love
8. Quelli che non pensano - Il cervello
9. Gli altri (giorni stupidi)
10. Noi / Appartengo - Il sangue
11. Nulla accade
12. Dubbi
13. Laurea ad honorem
14. G.O.A.T. - Il cuore
15. Neon - Le ali
16. Io
17. Poco di buono - Il fegato
18. Nemesi
19. Medley: Badabum Cha Cha / Supreme - L'ego / A volte esagero / King del rap / Scooteroni / Cashmere / Sport - I muscoli / Salvador Dalí
20. Tutto questo niente - Gli occhi
21. Niente canzoni d'amore
22. Madame - L'anima
23. Brivido
24. Crudelia - I nervi
25. 64 barre di paura
26. ∞ Love

### Date del tour
| Data              | Città               | Stato  | Luogo                | Ospiti                                                    |
| ----------------- | ------------------- | ------ | -------------------- | --------------------------------------------------------- |
| 10 settembre 2022 | Jesolo              | Italia | Palazzo del Turismo  | N.D.                                                      |
| 13 settembre 2022 | Assago              | Italia | Mediolanum Forum     | Massimo Pericolo Elisa Gué                                |
| 14 settembre 2022 | Assago              | Italia | Mediolanum Forum     | Massimo Pericolo Federica Abbate                          |
| 16 settembre 2022 | Assago              | Italia | Mediolanum Forum     | Edonico                                                   |
| 18 settembre 2022 | Assago              | Italia | Mediolanum Forum     | N.D.                                                      |
| 20 settembre 2022 | Assago              | Italia | Mediolanum Forum     | Paky                                                      |
| 21 settembre 2022 | Assago              | Italia | Mediolanum Forum     | Edonico Massimo Pericolo Elisa Francesca Michielin Madame |
| 23 settembre 2022 | Roma                | Italia | Palazzo dello Sport  | Noemi                                                     |
| 25 settembre 2022 | Verona              | Italia | Arena di Verona      | Federica Abbate                                           |
| 27 settembre 2022 | Torino              | Italia | PalaAlpitour         | Mara Sattei                                               |
| 1º ottobre 2022   | Roma                | Italia | Palazzo dello Sport  | Coez Noemi                                                |
| 2 ottobre 2022    | Roma                | Italia | Palazzo dello Sport  | Coez Noemi                                                |
| 4 ottobre 2022    | Napoli              | Italia | Palapartenope        | N.D.                                                      |
| 5 ottobre 2022    | Napoli              | Italia | Palapartenope        | Luchè Meg                                                 |
| 7 ottobre 2022    | Bari                | Italia | PalaFlorio           | Alessandra Amoroso                                        |
| 10 ottobre 2022   | Catania             | Italia | PalaCatania          | Levante                                                   |
| 15 ottobre 2022   | Casalecchio di Reno | Italia | Unipol Arena         | Ambra Angiolini Calcutta                                  |
| 16 ottobre 2022   | Firenze             | Italia | Nelson Mandela Forum | N.D.                                                      |

## Marra stadi
Il Marra stadi (anche pubblicizzato come Marra Stadi25) è il sesto tour musicale del rapper italiano Marracash, a supporto della trilogia di album in studio composta da Persona (2019), Noi, loro, gli altri (2021) ed È finita la pace (2024).
Con questo tour, Marracash è diventato il primo rapper nella storia a svolgere un tour interamente negli stadi italiani.

### Antefatti e sviluppo
Reduce dal suo festival hip-hop, il Marrageddon Festival del 2023, che con le due tappe a Milano e Napoli ha totalizzato 140 000 presenze, il 17 aprile 2024, ospite sul palco del Forum di Assago al concerto dei Club Dogo, Marracash ha annunciato che il suo primo tour negli stadi sarebbe avvenuto nel 2025.
In seguito alla pubblicazione a sorpresa dell'album in studio È finita la pace nel dicembre 2024, il rapper ha rivelato una seconda data a Milano, allo stadio San Siro, dopo il sold out registrato dalla prima.

### Scaletta
Atto 1 - L'ego
1. Power Slap
2. Gli sbandati hanno perso
3. Vittima
4. Sport - I muscoli
5. Cliffhanger
6. G.O.A.T. - Il cuore
7. Body Parts - I denti

Atto 2 - Memorie
1. Bastavano le briciole
2. Noi
3. Factotum
4. Laurea ad honorem
5. Pentothal

Atto 3 - I dubbi
1. Io
2. Dubbi
3. Madame - L'anima (con Madame)
4. Nemesi
5. Brivido

Atto 4 - Qualcosa in cui credere
1. Qualcosa in cui credere - Lo scheletro
2. Crash
3. Loro
4. Quelli che non pensano - Il cervello
5. Cosplayer
6. Poco di buono - Il fegato
7. È finita la pace

Interludio
1. Per il tuo bene (Madame da sola)

Atto 5 - L'amore
1. Crazy Love
2. Crudelia - I nervi
3. Niente canzoni d'amore
4. Mi sono innamorato di un AI
5. Lei
6. Bravi a cadere - I polmoni

Atto 6 - Reconnect
1. Nulla accade
2. ∞ Love
3. Happy End

### Date del tour
| Data           | Città   | Stato  | Luogo                         | Ospiti         |
| -------------- | ------- | ------ | ----------------------------- | -------------- |
| 6 giugno 2025  | Bibione | Italia | Stadio Comunale di Bibione    | Madame         |
| 10 giugno 2025 | Napoli  | Italia | Stadio Diego Armando Maradona | Madame         |
| 14 giugno 2025 | Torino  | Italia | Stadio Olimpico Grande Torino | Madame         |
| 25 giugno 2025 | Milano  | Italia | Stadio San Siro               | Madame Guè     |
| 26 giugno 2025 | Milano  | Italia | Stadio San Siro               | Madame         |
| 30 giugno 2025 | Roma    | Italia | Stadio Olimpico               | Madame Mahmood |
| 5 luglio 2025  | Messina | Italia | Stadio San Filippo            | Madame         |

## Marra palazzi
Il Marra palazzi (anche pubblicizzato come Marra Palazzi25) è il settimo tour musicale del rapper italiano Marracash, a supporto della trilogia di album in studio composta da Persona (2019), Noi, loro, gli altri (2021) ed È finita la pace (2024).

### Date del tour
| Data             | Città               | Stato  | Luogo                | Ospiti |
| ---------------- | ------------------- | ------ | -------------------- | ------ |
| 28 novembre 2025 | Eboli               | Italia | PalaSele             | N.D.   |
| 1º dicembre 2025 | Casalecchio di Reno | Italia | Unipol Arena         | N.D.   |
| 4 dicembre 2025  | Firenze             | Italia | Nelson Mandela Forum | N.D.   |
| 8 dicembre 2025  | Assago              | Italia | Unipol Forum         | N.D.   |
| 12 dicembre 2025 | Roma                | Italia | Palazzo dello Sport  | N.D.   |
| 17 dicembre 2025 | Padova              | Italia | Kioene Arena         | N.D.   |
| 20 dicembre 2025 | Torino              | Italia | Inalpi Arena         | N.D.   |